# Брезє-при-Словенській Бистриці
Брезє-при-Словенській Бистриці (словен. Brezje pri Slovenski Bistrici) — поселення в общині Словенська Бистриця, Подравський регіон‎, Словенія.